# Marie-Odile Rethoré
Marie-Odile Rethoré, née le 11 juillet 1929 à Neuilly-sur-Seine et morte le 17 avril 2023 à Paris 6e, est une médecin française.

## Biographie
Membre de l'Académie nationale de médecine et de la fondation Jérôme-Lejeune, elle a été pionnière en génétique et dans la prise en charge des personnes avec une déficience intellectuelle.
Médecin par vocation, elle a soutenu sa thèse en 1957 et a été le bras droit de Jérôme Lejeune pendant près de 40 ans, dédiant sa vie aux personnes ayant une déficience intellectuelle d'origine génétique, comme la trisomie 21.

## Décorations
- Officière de la Légion d'honneur (31 décembre 2004)[2]. Chevalière du 13 juillet 1994[3]
- Commandeure de l'ordre national du Mérite (13 novembre 2009)[4]. Officière du 15 novembre 1999[5]

## Affiliations
- Membre titulaire de l'Académie nationale de médecine (16 mars 1995)[6]
- Membre titulaire émérite de l'Académie nationale de médecine (25 avril 2022)[7]

## Publications
- Marie-Odile Rethoré, Henri Bléhaut, Sylvie de Kermadec, Clotilde Mircher Trisomie 21 : guide à l'usage des familles et de leur entourage, Éditions Bash, 2005  (ISBN 2845040415)